# Ёонайвеем
Ёонайве́ем (Ионивээм) — река на Дальнем Востоке России, протекает по территории Чукотского и Провиденского районов Чукотского автономного округа.
Название в переводе с чук. юнивээм — «река съедобных растений».
Длина реки — 185 км, площадь водосборного бассейна — 4890 км².
Истоки реки расположены в болотистой низине южнее горы Ачаачхэн Чукотского нагорья. Впадает в Колючинскую губу Чукотского моря.
Основным источником питания являются талые снеговые воды. В меньшей степени в водном балансе участвуют дождевые и подземные воды. Река протекает по заболоченной равнине с множеством термокарстовых озёр и стариц. Посредством ручья Юнивеем, имеющим длину 6 км, соединена с озером Иони.
В водах реки обитают хариус, чёрная даллия, в низовья заходят тихоокеанские лососи (горбуша, чавыча, голец).
Весной и осенью по долине реки пролегает трасса осенней миграции белого гуся и гаги-гребенушки.
В долине Ёонайвеема обнаружены разновозрастные стоянки древних охотников.